# WAP
WAP (kratica za Wireless Application Protocol) je skupek tehnologij in protokolov, zasnovan za Mobilni dostop do internetnih vsebin. Zaradi omejitev mobilne telefonije (nizke hitrosti prenosa, dolgi odzivni časi, majhni zasloni idr.) morajo biti WAP-strani prilagojene. WAP je neposredni tekmec storitve i-mode.

## Delovanje
Poglavitne naloge WAP, razen prilagoditve majhnemu zaslonu in počasnemu prenosu, so ohranjanje odprte strukture pri kodiranju vsebin, omogočanje branja označevalnega jezika (Markup Language) in zmanjševanje količine prenesenih podatkov. Te naloge si nekoliko nasprotujejo. Rešitev problema je ohranitev prenosa v odprtem označevalnem jeziku (WML), vendar ne v besedilni, ampak v prevedeni obliki. Zato poteka prenos skozi posredniški strežnik (WAP gateway).
Komunikacija med strežnikom in WAP Gateway poteka po uveljavljenem HTTP protokolu. Med Gateway in WAP-odjemalcem poteka komunikacija prek WSP. Kot nosilci prenosa se lahko uporabijo CSD, HSCSD, GPRS in UMTS.

### WAP-Browser
- http://www.apachesoftware.com/Browser.html Arhivirano 2005-12-20 na Wayback Machine. Klondike Wap-Browser za Windows
- http://wap-de.de/resources/downloads/index.xml Arhivirano 2005-11-24 na Wayback Machine. Alternativni Wap-Browser (WML 1.1)

### WAP-Gateways
- http://www.kannel.org/ Open Source Projekt WAP- und SMS-Gateway